# Paa rarica
Nanorana rarica là một loài ếch trong họ Ranidae. Chúng là loài đặc hữu của Nepal.
Các môi trường sống tự nhiên của chúng là các khu rừng vùng núi ẩm nhiệt đới hoặc cận nhiệt đới và hồ nước ngọt.